# ريمي باري
ريمي باري (بالفرنسية: Remi Barry)‏ (27 أغسطس 1991 في فرنسا - ) هو لاعب كرة سلة فرنسي في مركز هجوم صغير الجسم.

## وصلات خارجية
- ريمي باري على موقع كرة السلة الأوروبية.كوم (الإنجليزية)
- ريمي باري على موقع كلية كرة السلة في سبورتس رفرنس.كوم (الإنجليزية)
- ريمي باري على موقع ريلجم (الإنجليزية)
- ريمي باري على موقع بروبوليرز (الإنجليزية)
- ريمي باري على موقع سبورتس رفرنس (الإنجليزية)